# Patalene pionaria
Patalene pionaria là một loài bướm đêm trong họ Geometridae.